# A tu per tu (programma televisivo)
A tu per tu è stato un programma televisivo italiano andato in onda su Canale 5 dal lunedì al sabato alle 11:30 nel 2000, dal 24 gennaio al 29 aprile con la conduzione di Antonella Clerici e Maria Teresa Ruta, mentre dal 15 maggio al 23 giugno alla Clerici subentra Gianfranco Funari.

## La trasmissione
La trasmissione è stata voluta dal direttore di Canale 5 Giorgio Gori, per assicurare un maggior traino d'ascolti al TG5 in onda alle 13 e intercettare un pubblico femminile più vasto. La formula scelta per catalizzare l'attenzione fu quella del talk show al femminile, condotto in diretta da due donne che in ogni puntata raccontavano storie leggere sulle quali gli opinionisti in studio si confrontavano dicendo la loro su, ad esempio, relazioni sentimentali tra persone con grandi differenze d'età, o altre questioni sulle quali era facile prendere posizione e coinvolgere anche il pubblico da casa, attraverso sondaggi e dibattiti. Il cast fisso della trasmissione era composto anche dallo psicologo Raffaele Morelli, dall'astrologo Stefano Mastrosimone e dal legale Iacopo De Maddalena, specializzato in questioni familiari.
Il programma era composto anche da delle rubriche dedicate alla bellezza, alla moda, al gossip, alle ricette e all'economia domestica, senza dimenticare il meteo illustrato da Luciano De Luca.
Dopo alcune settimane di sospensione, da metà maggio e fino alla fine di giugno la trasmissione è stata condotta da Gianfranco Funari, di ritorno dopo dieci anni nella fascia del mezzogiorno. Il nuovo conduttore cambiò lo stile di conduzione della trasmissione, che vide l'uscita di scena di Antonella Clerici e una netta riduzione dello spazio per Maria Teresa Ruta, relegata agli spazi promozionali.

### Accoglienza
La trasmissione, così come tante altre produzioni di Canale 5 collocate nella fascia del mezzogiorno nelle stagioni precedenti e successive, non ottenne il successo sperato, venendo anzi criticato per la scarsa innovatività del format, basato essenzialmente sugli stessi elementi che caratterizzavano i talk show del periodo.
Inizialmente sospeso il 29 aprile a causa dei bassissimi ascolti registrati (con una media del 13,5% di share) e sostituito temporaneamente da Uomini e donne, spostato dalla fascia pomeridiana, la trasmissione è tornata in onda dal 15 maggio con una formula rinnovata e la conduzione di Gianfranco Funari, terminando il suo ciclo il 23 giugno 2000. La trasmissione non venne riproposta nella successiva stagione, lasciando nuovamente spazio ai telefilm proposti in precedenza, che ottenevano gli stessi risultati d'ascolto.
Dall'ottobre successivo, Antonella Clerici è tornata alla fascia del mezzogiorno ma su Rai 1 con il ben più fortunato La prova del cuoco.